# 楊雪盈

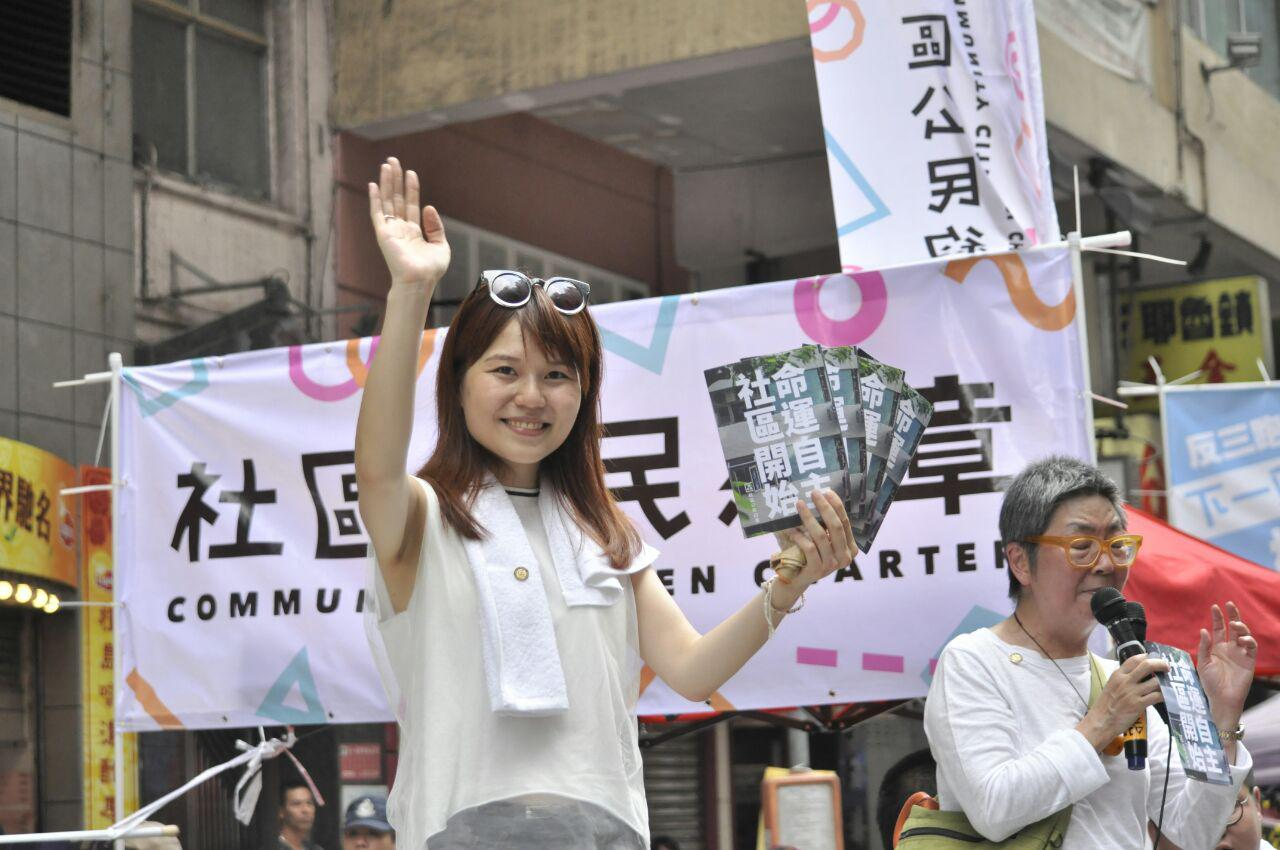
楊雪盈在2016年宣傳社區公民約章

楊雪盈（英語：Clarisse Yeung Suet-ying，1986年11月14日—），前香港灣仔區議會主席兼前大坑選區議員，現任香港文化監察主席。曾任大專兼任講師，專職文化藝術與政策研究。2024年11月19日楊雪盈因涉組織及參與2020年立法會「35+初選」，被控串謀顛覆國家政權罪，在西九龍裁判法院被定罪及判入獄6年6個月。
楊早年就讀天主教博智小學和文理書院（九龍）。2011年畢業於香港中文大學藝術系，後於香港浸會大學視覺藝術院取得視覺藝術文學碩士。

## 從政

### 踏足政治
2012年藝術家周俊輝挑戰立法會功能界別。其後，一眾文化界、藝術界人士成立了「香港文化監察」，要挑戰香港從政治、政府以至文藝界的種種制度之荒謬。楊雪盈參加其中，參與政治的根就在那時萌芽。
2013年，香港文化監察派員參選藝術發展局選舉，楊雪盈全力支持參與。
2014年雨傘運動，金鐘佔領區出現的各種各樣文化藝術展品。楊雪盈與一班藝術家和學者早前發起「雨傘運動視覺庫存計劃」，收集、保育數以百計的藝術品作文物紀錄，收集作品如今已捐贈予學術機構。

### 參選區議會
2015年，楊雪盈決定參選灣仔區議會，被歸類為「傘兵」。 2015年10月以獨立候選人名義宣佈參加香港區議會選舉，並於選舉中獲得1398票，以250票之差擊敗另一候選人新民黨王政芝，當選灣仔（大坑）區議員。
2021年9月，楊雪盈因在新宣誓要求下被裁定宣誓未被確認，即時離任區議員一職。

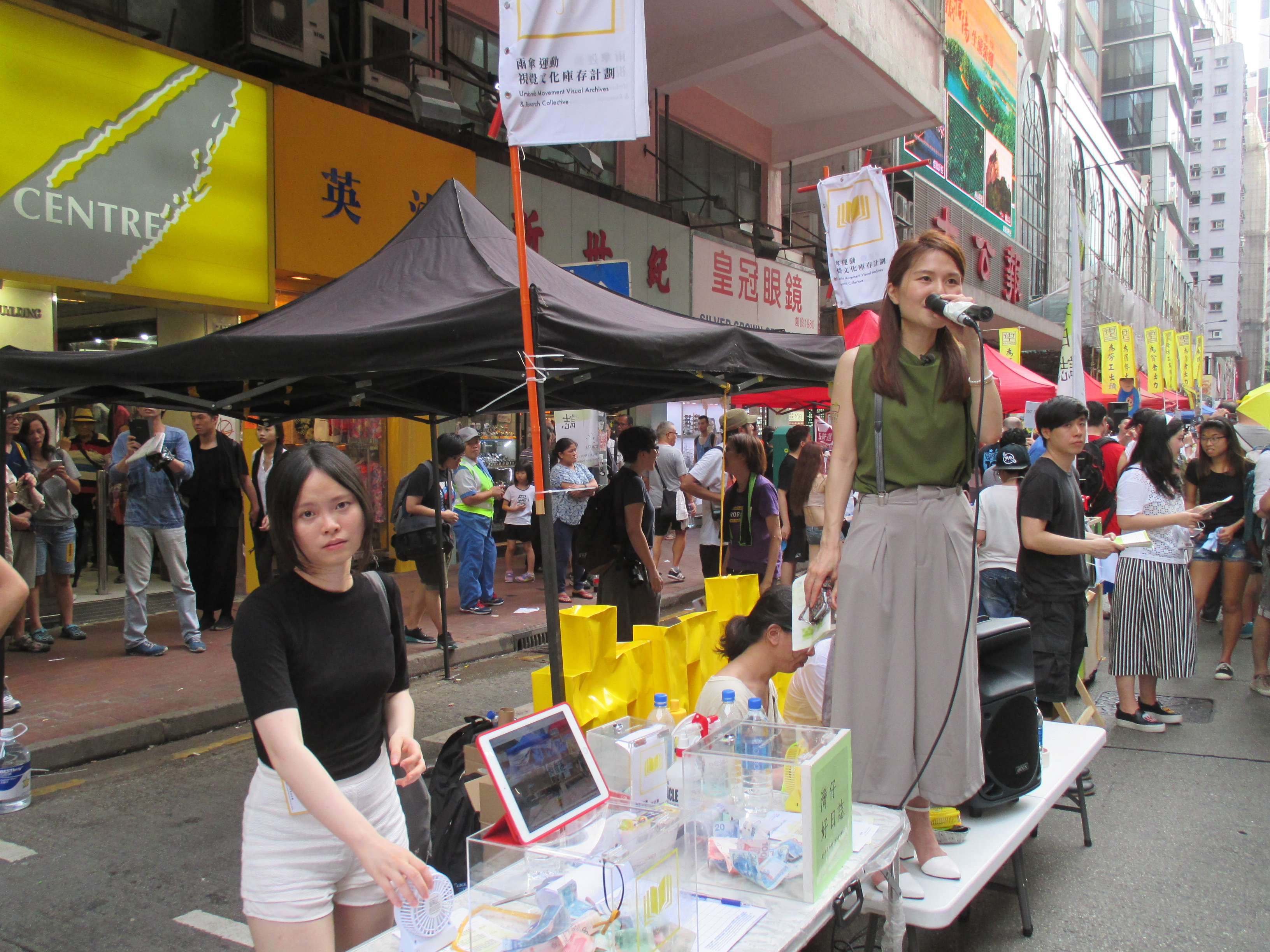
楊雪盈（右），「雨傘運動視覺文化庫存計劃」，2015年七一遊行街站

| 政党   | 政党       | 候选人    | 票数  | %     | ±      |
| ------ | ---------- | --------- | ----- | ----- | ------ |
|        | 新民黨     | ①. 王政芝 | 1,148 | 45.09 | 不適用 |
|        | 灣仔好日誌 | ②. 楊雪盈 | 1,398 | 54.91 | 不適用 |
| 多数票 | 多数票     | 多数票    | 250   | 9.82  | 不適用 |

### 參選選委會
2016年下半年，楊雪盈連同音樂人周博賢等15人組成「文化同行」參選選舉委員會選舉，在體育、演藝、文化及出版界的文化小組挑戰由全國政協委員、八和會館主席汪明荃牽頭的15人親建制名單「文化共融」，令過去被建制派壟斷的文化小組，首次出現民主派名單。楊雪盈最終得到364張團體票，未能當選。

### 區議員工作
2016年，有中資地產商擬在大坑道將舊樓重建，正向城規會申請佔用綠化地帶，興建私家車道予30層高的豪宅，有關諮詢於七月十五日屆滿，有居民發現諮詢期未過，已有工程車在有關地段施工搭棚，更把部分政府土地上的樹木斬掉，以擺放建築材料。楊雪盈表示，「未批先斬」的做法不合理，亦引來附近居民不滿，恐會立壞先例，「犧牲公眾綠化地方，變為私人地方」，破壞大坑原有環境，她又指出，原本重建的舊樓有出入口直達大坑道，現在為了「墊高」住宅而要破壞綠化地帶建私家車道，把出入口上移至山上大坑道70號的計劃不理想，她已聯同南區區議員司馬文發起聯署，並收集居民簽署去信反對有關規劃申請 ，在灣仔區議會反對下，未能通過。不過事件至2017年仍未解決，中資地產商再次向城規會申請改劃土地用途，楊雪盈批評發展商多次重覆申請，但內容只是「小修小補」，再次發起聯署反對改劃。
楊雪盈當選後亦在灣仔區議會提出政綱中改建大坑蓮花宮花園為寵物公園，包括準備了數千份諮詢文件寄給居民，不過遭區議員李文龍反對，最終議會決定先就區內整體休憩設施進行研究，小組主席由李文龍擔任。灣仔區議會小組於2017年9月份的會議中，灣仔民政處僅擬備一份粗疏的報價單，未有詳細的招標文件，會上通過須重新撰寫並傳閱通過。
2017年初，銅鑼灣崇光百貨對出巴士站違泊車輛情況嚴重，加上灣仔區議員伍婉婷「無埋到站先上落客」言論，楊雪盈則批評警方執法不力，稱曾連續3晚在該巴士站視察及報案，但只要警察離開，違泊車龍即再出現，她亦之此聯同徐子見等港島區議員向居民發出諮詢。
她亦在區內舉辦社區活動，希望居民更了解當區歷史，並同時爭取各項社會改善措施，包括與香港城市發展研究學社合辦巴士導賞團，沿已取消的城巴5號線解說該線與大坑的歷史，並藉此向運輸署爭取改善大坑區巴士服務。

#### 成立灣仔起步爭取連任
楊雪盈於2019年香港區議會選舉前，成立新的民主派地區組織「灣仔起步」，派出10人出戰有13席的灣仔區議會，劍指過半數議席，最終奪得6席，僅差一席便過半。楊雪盈在自己所屬的大坑選區亦以2340票擊敗對手廖添誠（前新思維成員，獲1433票）成功連任。楊其後獲選為新一屆區議會主席。
| 政党   | 政党                | 候选人    | 票数  | %     | ±      |
| ------ | ------------------- | --------- | ----- | ----- | ------ |
|        | 新民黨              | ①. 廖添誠 | 1,433 | 37.98 | 不適用 |
|        | 灣仔起步/灣仔好日誌 | ②. 楊雪盈 | 2,340 | 62.02 | +7.11  |
| 多数票 | 多数票              | 多数票    | 907   | 24.04 | 不適用 |

#### 摩頓臺活動中心工程
摩頓臺活動中心是灣仔區社區重點項目計劃項目，政府計劃在摩頓臺排球場原地興建一座四層高，設有禮堂及多用途活動室的活動中心，解決灣仔區文娛設施不足的問題。 計劃先在2018年7月11日經立法會工務小組通過，其後2018年11月30日在立法會財務委員會以36票贊成，24票反對下通過。
2019年香港區議會選舉過後，楊雪盈聯同8名候任區議員致函民政事務局，要求中止興建摩頓臺活動中心的工程，並要求當局在新一屆區議會回應，否則聯署議員將於區議會動議中止工程。 信中批評活動中心面積細小，造價1.4億港元為「天價工程」，並且摩頓臺排球場合併重置方案衍生眾多問題，未能滿足當區需求，故此要求局方中止項目。

### 參與民主派初選
楊雪盈參與2020年香港立法會選舉民主派初選，爭取港島區出選資格，但僅獲得5,707票而落敗。

### 被取消議員資格
2021年9月15日，楊雪盈被香港政府根據《基本法》第104條的解釋所訂下的原則及相關的法律規定，宣布其宣誓為無效宣誓而失去議員資格，結束五年餘的區議員任期。

## 資料來源與註釋
1. ↑  . 蘋果日報. 2015-11-21  [2015-11-22]. （原始内容存档于2015-11-23）.
2. ↑  {{cite web |url=https://hkcourtnews.com/%E6%B0%91%E4%B8%BB%E6%B4%BE%E5%88%9D%E9%81%B847%E4%BA%BA%E6%A1%88%EF%BD%9C%E9%84%92%E5%AE%B6%E6%88%90%E3%80%81%E9%BB%83%E7%A2%A7%E9%9B%B2%E3%80%81%E6%A5%8A%E9%9B%AA%E7%9B%88%E3%80%81%E4%BD%99%E6%85%A7/ （页面存档备份，存于） |title=民主派初選47人案｜鄒家成、黃碧雲、楊雪盈、余慧明就定罪及刑期提上訴　聆訊暫未排期|date=2024年11月27日 |publisher=庭刊 |
3. ↑  . 天主教博智小學. 1999  [2020-08-23]. （原始内容存档于2020-09-04）.
4. ↑  . 蘋果日報. 2015-11-24  [2016-04-24]. （原始内容存档于2016-05-12）.
5. ↑  . 楊雪盈. 2013年10月7日  [2016-04-24]. （原始内容存档于2016-03-27）.
6. ↑  . 蘋果日報. 2014-11-12  [2016-04-24]. （原始内容存档于2016-05-12）.
7. ↑  . 蘋果日報. 2014-12-10  [2016-04-24]. （原始内容存档于2016-05-12）.
8. ↑  . 蘋果日報. 2015-11-23  [2016-04-24]. （原始内容存档于2016-05-12）.
9. ↑  .   [2015-11-22]. （原始内容存档于2015-11-23）.
10. ↑  . 新聞公報. 2015-11-23  [2015-11-22]. （原始内容存档于2015-11-23）.
11. ↑  . 新聞公報. 2015-11-23  [2015-11-22]. （原始内容存档于2015-11-23）.
12. ↑  . hk01.com. 2021-09-24  [2021-10-31]. （原始内容存档于2021-11-04）.
13. ↑  周博賢、楊雪盈組「文化同行」參選選委會 公開挑戰汪明荃高志森 （页面存档备份，存于），《獨立媒體 inmediahk.net》，2016年11月13日。
14. ↑  【選委選舉】挑戰汪明荃不果　「文化同行」全數落敗 （页面存档备份，存于），《立場新聞》，2016年12月12日。
15. ↑  . 明報. 2016-07-17  [2020-01-07]. （原始内容存档于2020-09-04）.
16. ↑  . 蘋果日報. 2016-07-15  [2016-10-06]. （原始内容存档于2016-10-09）.
17. ↑  . 獨立媒體 inmediahk.net. 2016-11-24  [2020-01-07]. （原始内容存档于2019-08-22）.
18. ↑  . 獨立媒體 inmediahk.net. 2017-10-20  [2020-01-07]. （原始内容存档于2019-08-19）.
19. ↑  . 蘋果日報. 2017-02-22  [2020-01-07]. （原始内容存档于2019-08-20）.
20. ↑  . 蘋果日報. 2017-03-01  [2020-01-07]. （原始内容存档于2019-08-23）.
21. ↑  . 獨立媒體 inmediahk.net. 2017-08-28  [2020-01-07]. （原始内容存档于2019-08-21）.
22. ↑  . 獨立媒體 inmediahk.net. 2019-11-25  [2019-12-24]. （原始内容存档于2019-12-24）.
23. ↑  民政事務局.  (PDF). 2018年5月28日  [2020年1月6日]. （原始内容存档 (PDF)于2019年10月31日）.
24. ↑  香港特別行政區立法會.  (PDF). 2018年11月30日  [2020年1月6日]. （原始内容存档 (PDF)于2019年10月31日）.
25. ↑  . 星島日報. 2019年12月2日  [2020年1月6日]. （原始内容存档于2020年9月4日）.
26. ↑  吳倬安. . 香港01. 2019年12月1日  [2020年1月6日]. （原始内容存档于2020年1月16日）.
27. ↑  . 獨立媒體 inmediahk.net. 2019年12月1日  [2020年1月6日]. （原始内容存档于2020年1月16日）.
28. ↑  . Facebook. 14 July 2020  [2020-07-18]. （原始内容存档于2020-09-04） （中文（香港））.
29. ↑  . 明報. 2021-09-15  [2021-09-18]. （原始内容存档于2021-09-15）.

## 外部連結
楊雪盈的Facebook專頁
| 議會席位      | 議會席位                                              | 議會席位      |
| ------------- | ----------------------------------------------------- | ------------- |
| 前任： 黃楚峰 | 灣仔區議會 大坑選區區議員 2016年1月1日－2021年9月14日 | 空缺          |
| 前任： 吳錦津 | 灣仔區議會主席 2020年1月7日－2021年9月14日            | 繼任： 黃宏泰 |